# Evert Hoek
Evert Hoek   (Zimbàbue, 23 d'agost de 1933 - 6 de juliol de 2024) va ser un enginyer mecànic sudafricà-canadenc, especialitzat en enginyeria geològica, en túnels i estabilitat de talussos i referent internacional en mecànica de roques.

## Biografia
Graduat en enginyeria mecànica per la University of Cape Town l’any 1955. Doctor en Enginyeria (PhD) per la University of Cape Town l’any 1965 amb el treball titulat “Rock fracture under static stress conditions” i Doctor en Ciències (D. Sc. Engineering) per la University of London l’any 1975. El 1994 va rebre el títol honorífic de Doctor (equivalent a Doctor Honoris Causa) en Enginyeria (D. Sc.) per la University of Waterloo, el 2004 va rebre el títol honorífic de Doctor en Enginyeria (D. Eng) per la University of Toronto ambdues institucions de Canadà i l'any 2019 va rebre el Doctor Honoris Causa per la Universitat Politècnica de Catalunya.
Es va dedicar a la docència, la recerca i la consultoria en enginyeria geològica i minera. Va ser professor de mecànica de roques a l'Imperial College of Science and Technology a Londres (Gran Bretanya) durant nou anys (1966 a 1975) i professor del Departament d’Enginyeria Civil a la University of Toronto durant sis anys (1987 a 1993). Membre de la Royal Academy of Engineering des de 1982, de la Canadian Academy of Engineering des del 2001 i associat estranger de la National Academy of Engineering des de 2006.
Després de graduar-se en enginyeria mecànica a la Universitat de Cape Town el 1958 va començar a treballar com a investigador al South African Council for Scientific and Industrial Research on va iniciar la seva trajectòria investigadora en el camp de la mecànica de roques. En aquesta etapa va desenvolupar una tasca investigadora important relacionada amb els esforços suportats per les roques al voltant dels túnels en mines d’or subterrànies situades a gran profunditat (2 a 3 km) i els problemes que se’n deriven, com ara els esclats violents de roca.
El 1966 va acceptar la invitació de la University of London per crear un centre inter-departamental per a la recerca i la docència en la mecànica de roques a la Royal School of Mines a l’Imperial College of Science and Technology. L’any 1968 mentre estava a l’Imperial College va desenvolupar, junt amb J.A. Franklin, l’assaig triaxial aplicat a la mecànica de roques. L’any 1970 va ser nomenat professor de mecànica de Roques de la London University.
L’any 1975 va guanyar l'AIME Rock Mechanics Award per les seves contribucions al camp de la mecànica de roques aplicada. Aquest mateix any va deixar l’Imperial College i es va traslladar a Canadà on va treballar durant dotze anys (1975 a 1987) com a consultor de l'empresa Golder Associates de Vancouver, empresa dedicada a la consultoria geotècnia i l'enginyeria minera.
A partir de 1993 i fins l’any 2013 en que es va jubilar, va treballar com a consultor i assessor independent en projectes d’enginyeria civil i minera a tot el món. Actualment continua escrivint i posant al dia el seu treball i molt esporàdicament encara desenvolupa alguna tasca de consultoria.
Ha rebut un gran nombre de premis i reconeixements al llarg de la seva vida, entre d'altres, l’any 1979 va rebre junt amb el Dr. John Bray, el Premi E. Burwell de la Geological Society of America en reconeixement de la publicació del seu manual “Rock Slope Engineering”. El 1983 va ser el ponent de la Rankine Lecture de la British Geotechnical Association. L’any 1985 va ser medalla d’or de la Institution of Mining and Metallurgy del Regne Unit. L’any 1991 va rebre el Premi Müeller de la International Society for Rock Mechanics. El 1993 va rebre la medalla William Smith i el 1998 el premi Professor Lecturer (Strength of jointed rock masses) ambdós de la Geological Society of London. L’any 2000 el premi Terzaghi Lecturer (Big tunnels in bad rock) de l'American Society of Civil Engineers i l’any 2018 el Lifetime Achievement Award de la International Tunnelling and Underground Space Association.
L’aportació principal de Hoek va ser la introducció del criteri de trencament de massissos rocosos de Hoek-Brown, que defineix el comportament de ruptura fràgil per compressió d’aquests massissos. Aquest criteri, el qual ha rebut acceptació a nivell mundial en aplicacions relacionades amb l'enginyeria geològica civil i minera, fou publicat l’any 1980. Hoek, conjuntament amb altres investigadors, l’ha anat millorant i actualitzant de forma continuada. La darrera revisió s'ha publicat a la revista Journal of Rock Mechanics and Geotechnical Engineering el 2019.
Hoek va publicar més de 100 articles i quatre llibres bàsics en els camps de la mecànica de roques, l'enginyeria del terreny i l'enginyeria minera.

## Llibres publicats
- Hoek, E. i Bray, J. Rock slope engineering. London : Institution of Mining and Metallurgy, 1974. ISBN 9780900488214.
- Hoek, E. i Brown, E.T. Underground excavations in rock. Revised. London : Institution of Mining and Metallurgy, 1980. ISBN 0900488557.
- Hoek, E., Kaiser, P.K. i Bawden, W.F. Support of underground excavations in hard rock. Rotterdam [etc.] : A.A.Balkema, 1995. ISBN 9054101873 (student paper ed).
- Hoek, E. Practical rock engineering [en línia]. 2000. [Consulta: 28 febrer 2019]. Disponible a: https://www.rocscience.com/assets/resources/learning/hoek/Practical-Rock-Engineering-Full-Text.pdf